# سديفيات
سديفيات (الاسم العلمي: Thiaridae) هي فصيلة، في فصيلة عليا يقرونينات.

## أصنوفات
الأصنوفات الأدنى لهذا الكائن:
- كود سباركل
- تحديث القائمة

جنس:سديفة 
اسم علمي: Thiara

جنس:Aylacostoma 
اسم علمي: Aylacostoma

جنس:Chytra 
اسم علمي: Chytra

فُصيلة:Hemisininae 
اسم علمي: Hemisininae

جنس:Hemisinus 
اسم علمي: Hemisinus

جنس:Melanatria 
اسم علمي: Melanatria

جنس:Pachymelania 
اسم علمي: Pachymelania

فُصيلة:Paramelaniinae 
اسم علمي: Paramelaniinae

فُصيلة:Semisinusinae 
اسم علمي: Semisinusinae

جنس:Sermyla 
اسم علمي: Sermyla

جنس:Stenomelania 
اسم علمي: Stenomelania

جنس:Tarebia 
اسم علمي: Tarebia

فُصيلة:Thiarinae 
اسم علمي: Thiarinae